# Frumka Płotnicka
Frumka (Fruma) Płotnicka (Plotnitzki) (ur. w 1914 w Pińsku, zm. 3 sierpnia 1943 w Będzinie) – żydowska działaczka ruchu oporu w czasie II wojny światowej.

## Życiorys
Członkini syjonistycznej organizacji Dror, łączniczka Żydowskiej Organizacji Bojowej (ŻOB) na terenie kraju, organizatorka samoobrony w getcie warszawskim oraz w Zagłębiu Dąbrowskim, uczestniczka powstania w getcie warszawskim oraz współorganizatorka (wraz z Józefem Kożuchem, Bolesławem Kożuchem i Cwi Brandesem) powstania w getcie będzińsko-sosnowieckim. Zginęła 3 sierpnia 1943 w bunkrze w Będzinie, broniąc się przed Niemcami.
Była posiadaczką paszportu paragwajskiego wystawionego przez Grupę Ładosia.

## Upamiętnienie
Pamięci Frumki Płotnickiej jest poświęcony jeden z pamiątkowych bloków sjenitowych, znajdujący się przy skrzyżowaniu ulic Niskiej i Dubois w Warszawie. Blok jest częścią Traktu Pamięci Męczeństwa i Walki Żydów, biegnącego od zbiegu ulic Zamenhofa i Anielewicza aż do skrzyżowania ulic Dzikiej i Stawki.
13 marca 1957 została zarejestrowana w Jad Waszem jako ofiara Holokaustu na wniosek bratanicy Ilany Aviam.

## Odznaczenia
- Order Krzyża Grunwaldu III klasy (przyznany pośmiertnie 19 kwietnia 1945)